# 舍姆斯山
舍姆斯山（阿拉伯语：‎，羅馬化：Jabal Shams）是位于阿曼内地省的一座山，靠近哈姆拉。上世纪英文文献中亦作Jabal ash Shām，中文或据此译作沙姆山。
舍姆斯山主峰海拔2,980米，是阿曼的最高峰。舍姆斯山是哈杰尔山脉的一部分，本山距离阿曼首都马斯喀特240千米，是一个热门的旅游景点，山顶设有军事雷达站。夏天山区的温度约在20°C，到了冬季会降至0°C左右。